# St. Martinville (Louisiana)
St. Martinville település az Amerikai Egyesült Államok Louisiana államában, St. Martin megyében, melynek megyeszékhelye is. Lakosainak száma 5379 fő (2020. április 1.).

## Népesség
A település népességének változása:

| 2010 | 6 114 |
| 2020 | 5 379 |